# コトレータ

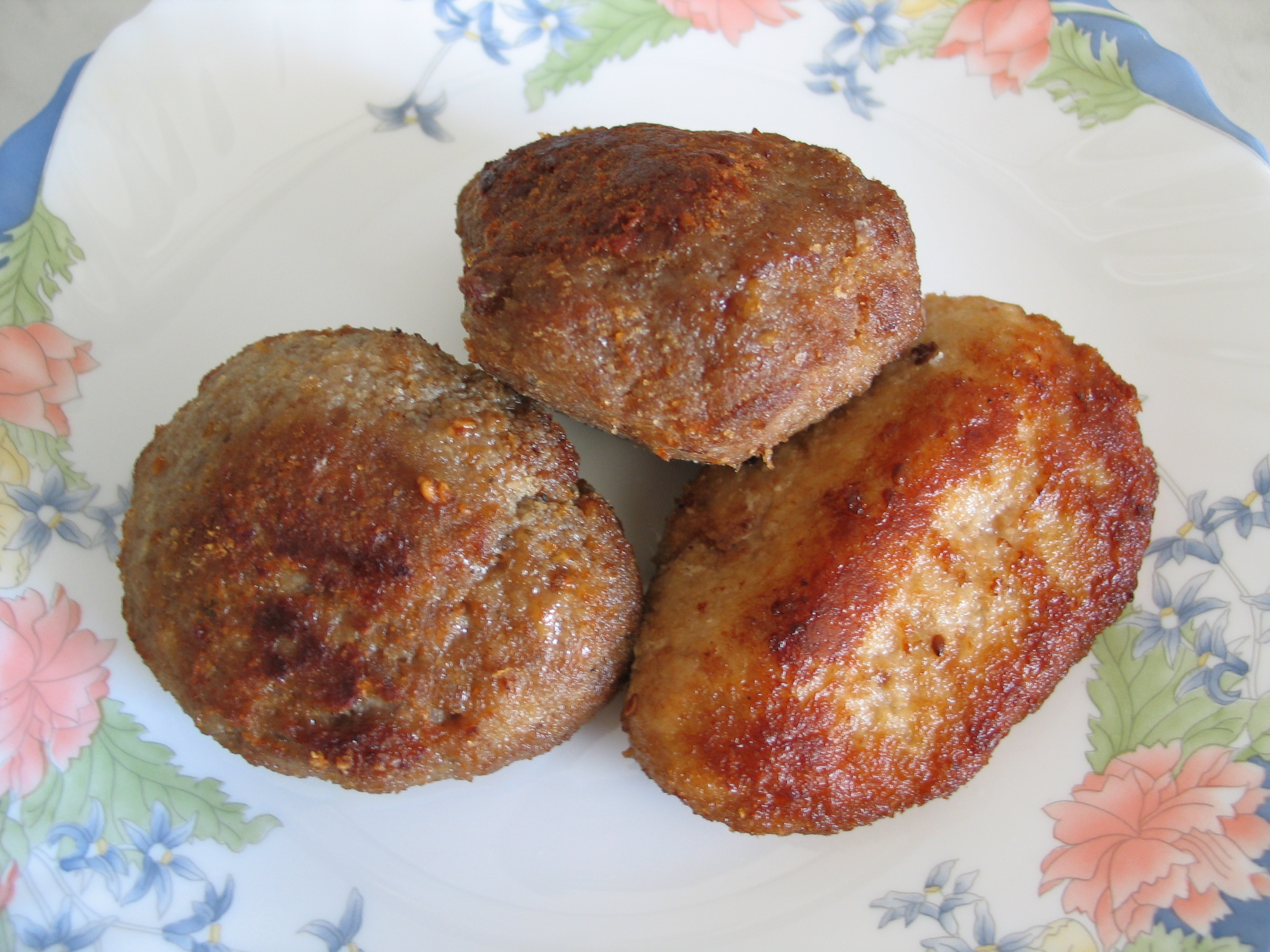
豚挽肉（左2つ）と鶏肉のコトレータ

コトレータ（ウクライナ語: котлета コトレータ; ロシア語: котлета, ラテン文字転写: kotleta）とは、畜肉、鳥肉、魚肉などを用いたウクライナ・ロシア風のカツレツのこと。コトレータはフランス語でカツレツを意味する「コートレット（フランス語: côtelette）」からの借用語であり、元々はフランス料理であった。なお、料理名としては複数形のコトレートィ（コトレーティ、ロシア語: котлеты, ラテン文字転写: kotlety）が用いられる。

## コトレータの種類
牛挽肉のコトレータ / ゴヴャージエ・コトレートィ / Говяжие котлеты / Goviazhii Kotleta
ハンバーグとよく似たタネにパン粉をまぶして揚げたもの。大変ポピュラーな家庭料理の一つで、朝昼晩いつでも供される。普通は単にコトレータといえば、これを指す場合が多い。
魚のコトレータ / ルィーブヌィエ・コトレートィ / Рыбные котлеты / Rybnaya Kotleta
カワメバルなどの魚肉のタネにパン粉をまぶして揚げたもの。
ポジャルスキー・カツレツ / ポジャールスキエ・コトレートィ / Пожарские котлеты / Pozharskie Kotleta
コトレータのタネにバターを加えるのが特徴である。ポジャルスキー（ポジャールスキイ）は19世紀の料理人で、モスクワとサンクトペテルブルクの間に位置するトヴェルツァ河畔のトルジョークという町で料理屋を営んでいた。茸の煮物を添えた野鳥のカツレツで名を知られるようになり、アレクサンドル・プーシキンが四行詩を詠んでその名を讃えるほどであった。ポジャルスキー自身はヤマウズラやライチョウの肉、または子牛と牛の合挽肉を用いたが、現在では鶏肉、仔牛肉、鮭などが用いられる。
スコベレフ風子牛のコトレータ / テリャーチエ・オドビヴヌィーエ・コトレーティ・スコベレフスキェ / Телячие отбивные котлеты Скобелевские / Telyachie Otbivnye Kotlety Skobelevskie
叩いて軟らかくした子牛のカツレツ肉に小麦粉をまぶしてバターで焼き、玉葱ソースと櫛形に切って揚げたじゃがいもを添える。19世紀ロシアの著名な軍人ミハイル・スコベレフ将軍にちなみ名付けられた。
キエフ風コトレータ / コトレータ・ポ・キエフスキ / Котлета по-Киевски / Kotleta po Kievski
チキンキエフ。バターを芯にして薄く叩いた鶏の胸肉を巻き、パン粉をつけて揚げた料理。伝統的なカトレータ・パ・キエフスキは、手羽元の骨を胸肉につけたままにしておく。鶏の挽肉を使うこともある。真ん中にボリュームを持たせ、両脇を尖がったさつまいものような形にすることが多い。温かいうちに切ると、バターが染み出すため、ソースのようにして食べる。定番の付け合わせは細切りのフライドポテトとバターをのせたグリーンピース。発祥については諸説があるが、ロシアでも人気がある。

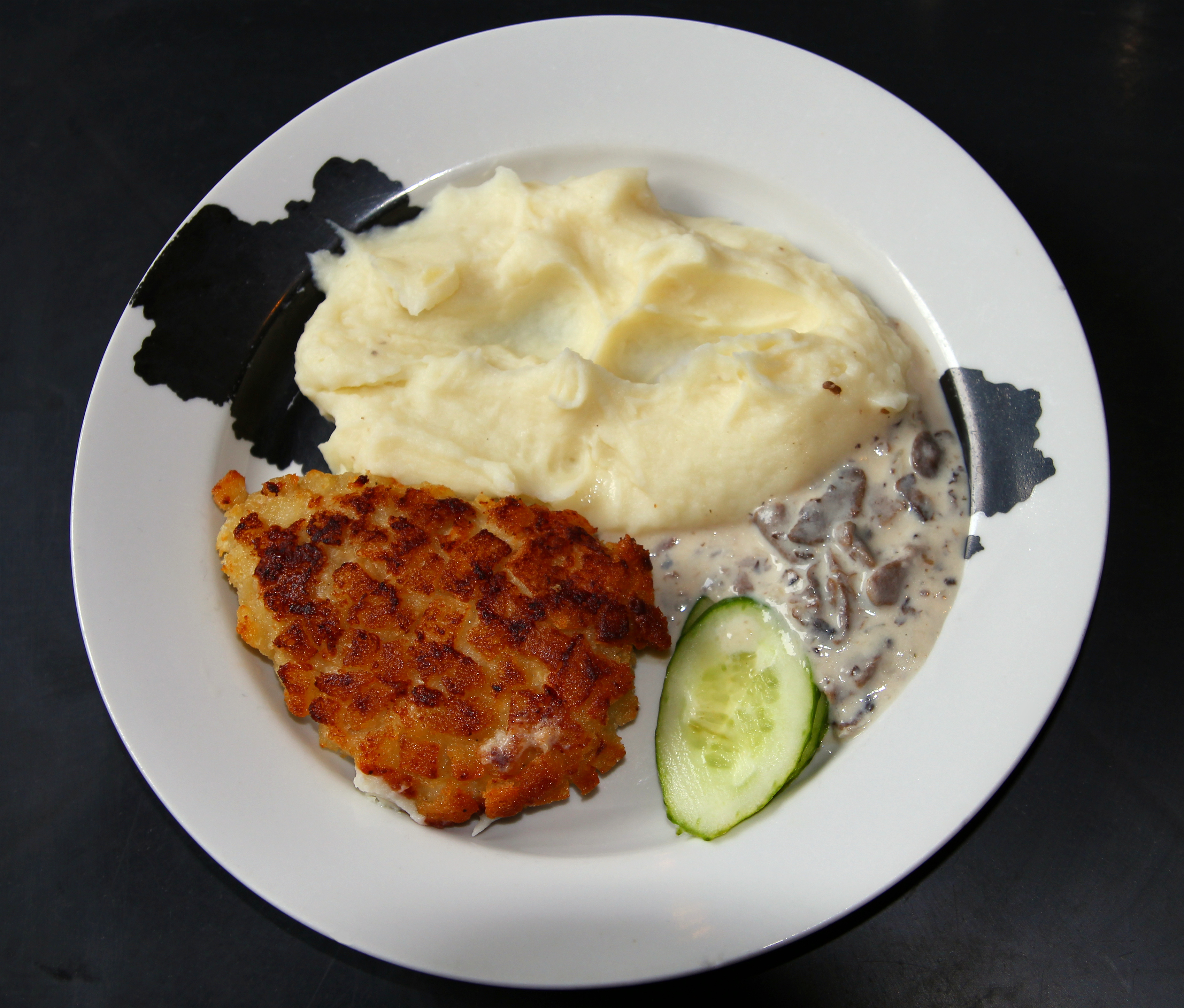
ポジャルスキー風コトレータ
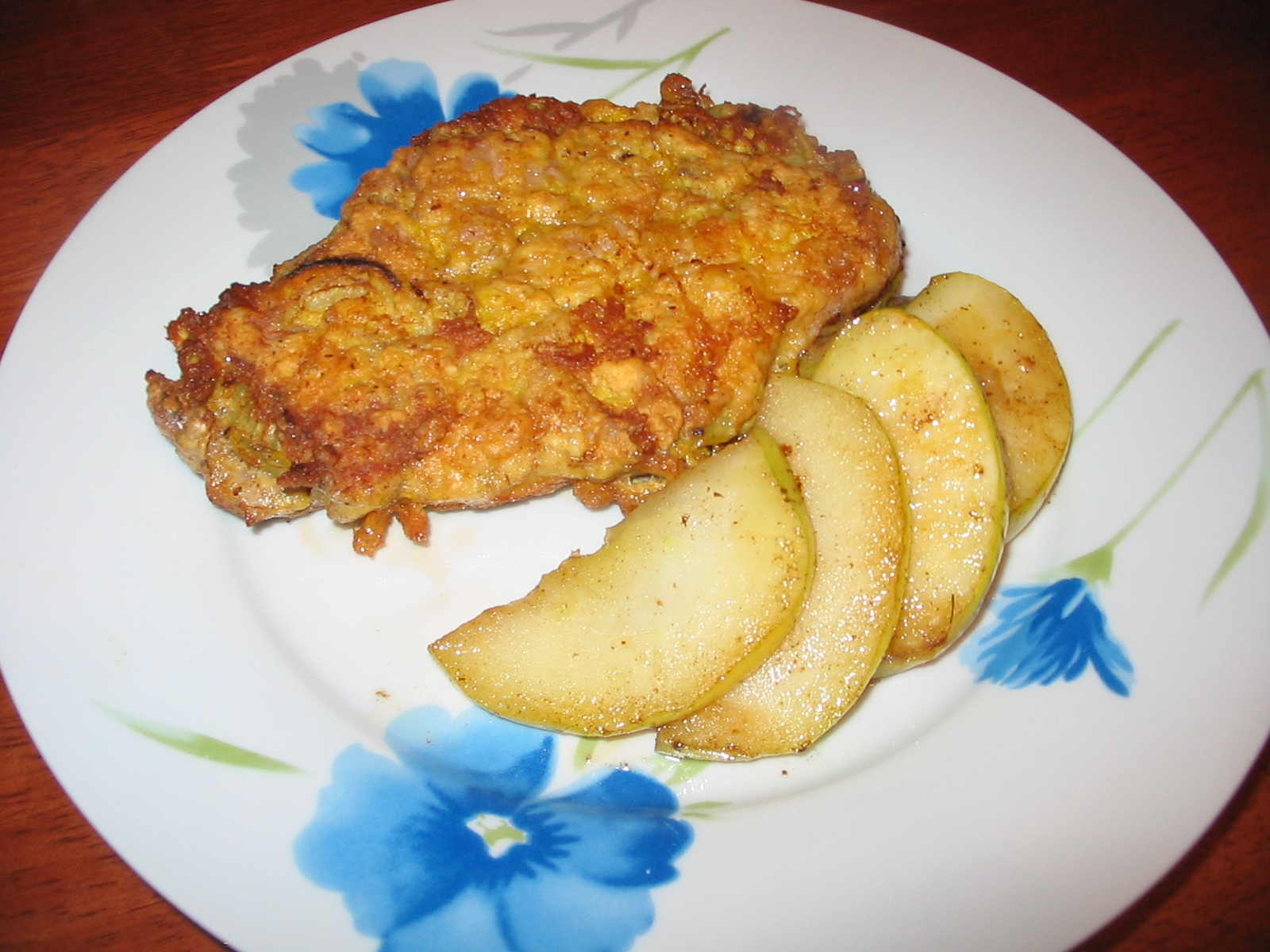
スコベレフ風コトレータ（豚肉）
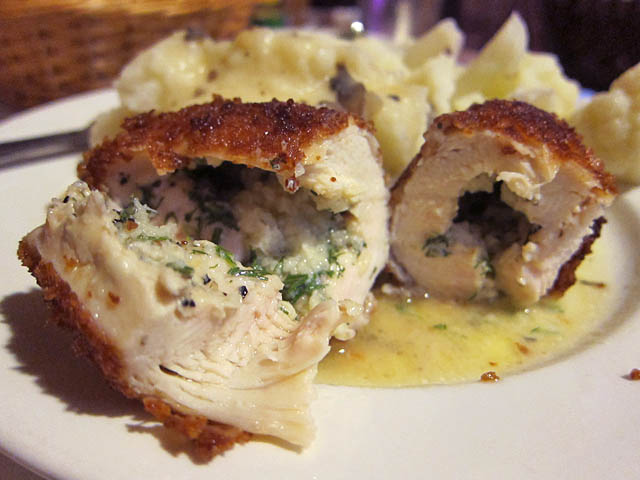
キエフ風コトレータ

### 野菜のコトレータ
キャベツのコトレータ / カプースヌィエ・コトレートィ / Капустные котлеты / Kapustnye kotleta
櫛形に切って茹でたキャベツを小判型にととのえ、溶き卵にくぐらせてからパン粉をつけてバターで焼くか、パン粉をつけてからバターとスメタナ（サワークリーム）をかけてオーブンで焼いた料理。1930年代の肉不足の時代に、肉のカトレーティの代用品として考案された。現在では肉のローストに付け合わせたり、スメタナを添えて野菜の料理として供する。
茸のコトレータ / グリブヌィーエ・コトレートィ / Грибные котлеты / Gribnye kotleta
挽肉を茸で代用したもの。茹でた茸、炒めタマネギ、水に浸したパンを混ぜ合わせて挽き、つなぎに溶き卵を加えて小判型にととのえ、パン粉をつけて油で焼く。
じゃがいものコトレータ / カルトーフェリヌィエ・コトレートィ / Картофельные котлеты / Kartofel'nye kotleta
茹でたじゃがいもをつぶして小麦粉と卵を混ぜ、小判型に成形してからパン粉をつけて揚げたコロッケ風の料理。
米のコトレータ / ルィソーヴィエ・コトレートィ / Рисовые котлеты / Risovye kotleta
ご飯に小麦粉と卵を混ぜ、小判型に成形してからパン粉をつけて揚げたライスコロッケ風の料理。